# Canadian National Exhibition Stadium
El Canadian National Exhibition Stadium comúnmente conocido como Exhibition Stadium o CNE Stadium, fue un estadio multiusos ubicado en la ciudad de Toronto, provincia de Ontario, Canadá. Originalmente construido para la feria de eventos Canadian National Exhibition (Exposición Nacional de Canadá), el estadio sirvió como el hogar de los Toronto Argonauts de la Canadian Football League desde 1959 hasta 1988, los Toronto Blue Jays de la Major League Baseball de 1977 hasta su mudanza al SkyDome en 1989, y de los Toronto Blizzard de la North American Soccer League de 1979 a 1983.
El estadio fue sede de la final de la Canadian Football League (Grey Cup) 12 veces durante un período de 24 años.
El juego inaugural en el Exhibition Stadium fue un juego de exhibición entre ligas y deportes distintos, entre los Toronto Argonauts de la Canadian Football League (CFL) del fútbol canadiense, y los Chicago Cardinals de la National Football League (NFL) del fútbol americano, el 5 de agosto de 1959. El juego marcó la primera vez que un equipo de la NFL juega en Canadá.
También se llevaron a cabo muchos conciertos de rock en el estadio, Los Jackson dieron tres conciertos aquí en octubre de 1984 como parte de su Victory Tour, además de The Who, U2, New Order, Depeche Mode, Iron Maiden, Rush, Van Halen, Bruce Springsteen, INXS, Bon Jovi, AC/DC y Elton John.
El estadio fue demolido en 1999 y el sitio se utilizó para estacionamientos hasta 2006, cuando empezó la construcción en 2007 del actual BMO Field.

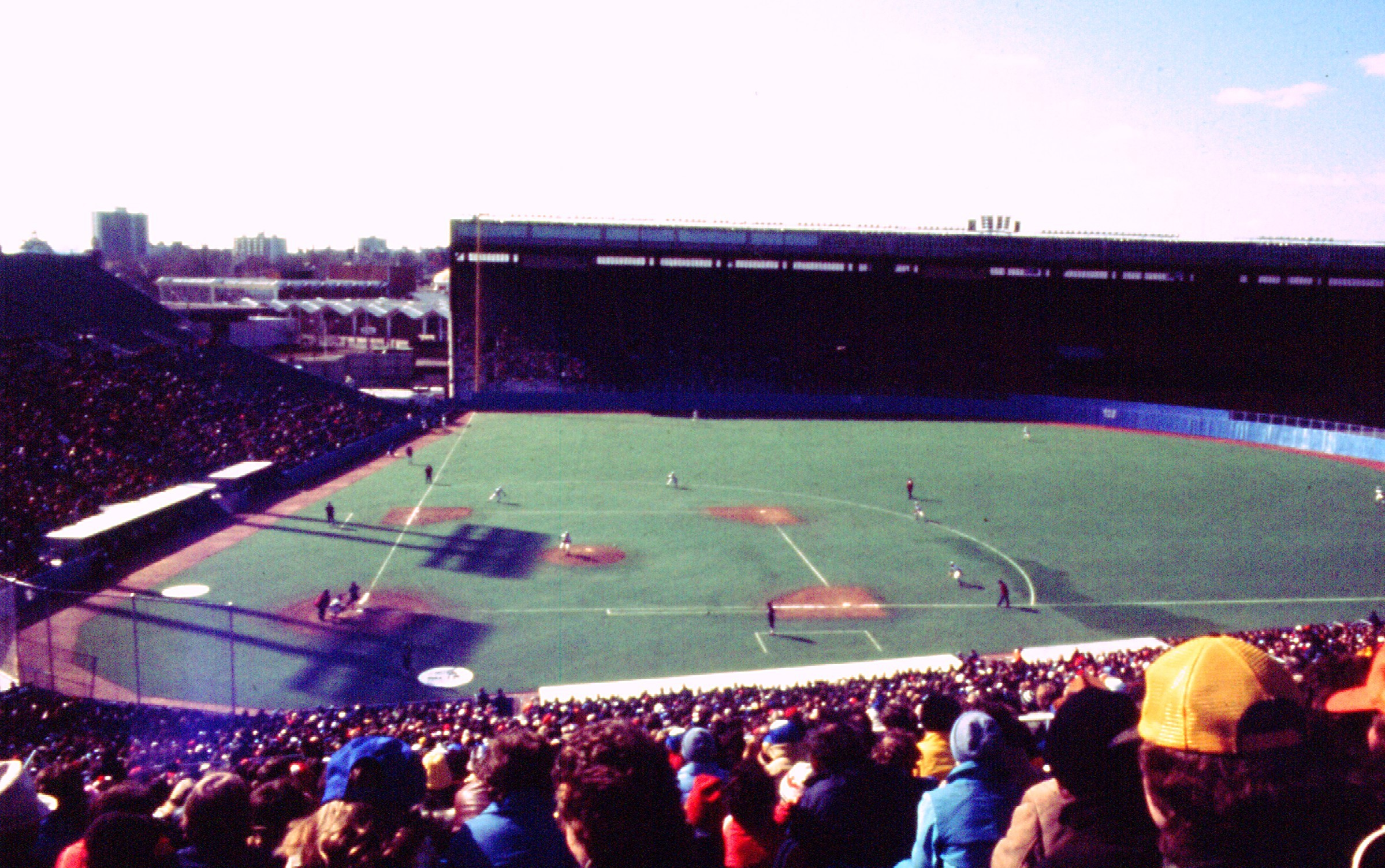
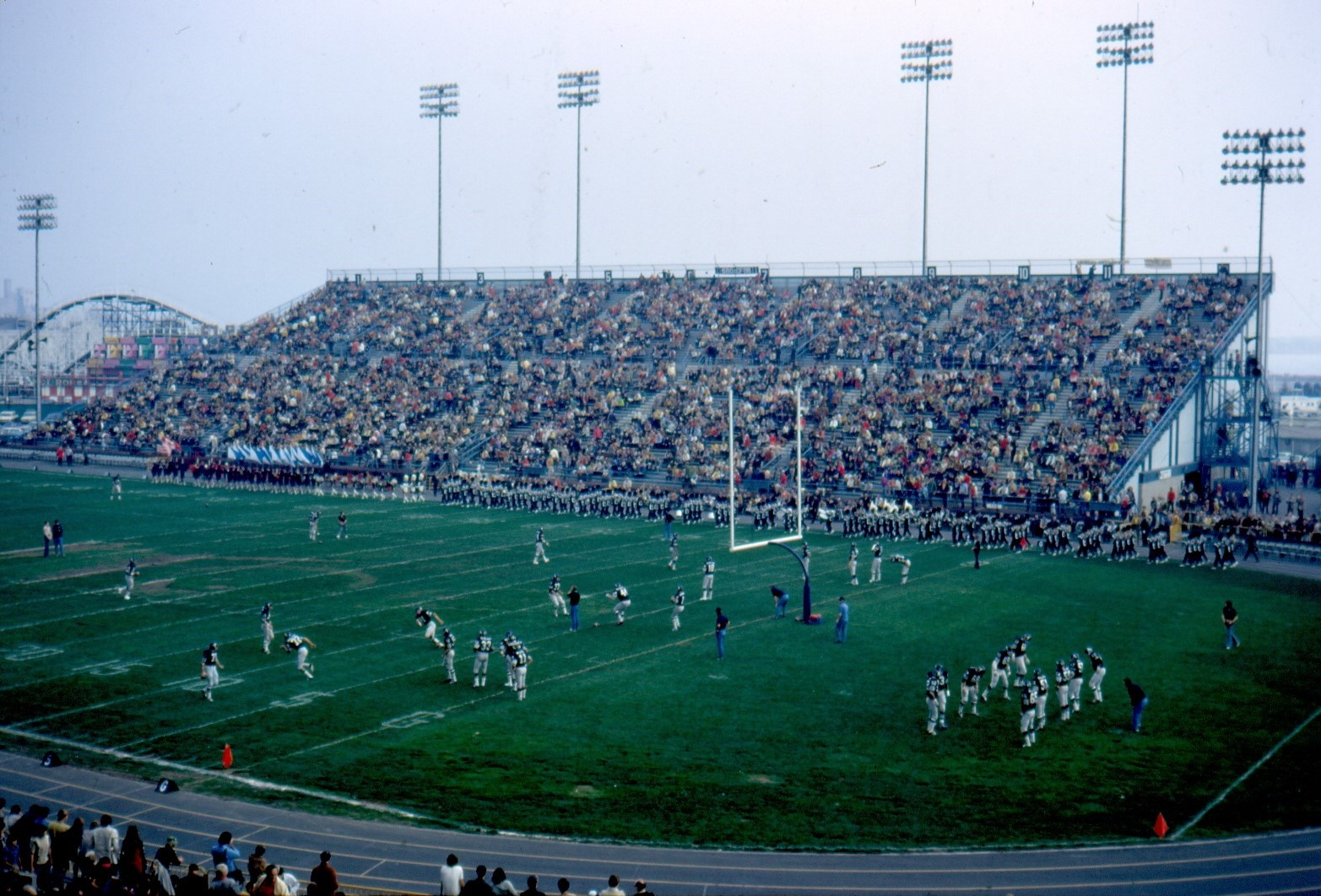